# Mutnofret
Mutnofret („A gyönyörű Mut”) királyné az ókori egyiptomi XVIII. dinasztia idején, I. Thotmesz felesége, II. Thotmesz anyja.
Címei alapján („A király leánya”; „A király testvére”) valószínűleg I. Jahmesz leánya és I. Amenhotep testvére. Ennek ellenére nem ő volt I. Thotmesz főfelesége, hanem Ahmesz.
II. Thotmeszen kívül valószínűleg ő volt az anyja a fáraó többi fiának, Amenmoszénak, Uadzsmesznek és Ramoszénak is.
Ábrázolása fennmaradt fia kolosszusának lábánál; unokája, III. Thotmesz Deir el-Bahari-i templomában; egy, a Ramesszeum közelében talált sztélén, valamint egy szobrát megtalálták Uadzsmesz kápolnájában. Fia uralkodása alatt még életben volt.
Címei: A király felesége (ḥm.t-nỉswt), A király anyja (mwt-nỉswt).